# Moron (Haiti)
Moron (Haitianisch-Kreolisch: Mowon) ist eine Gemeinde im Département Grand’Anse von Haiti.

## Geschichte
Ursprünglich war die heutige Gemeinde Teil der Stadt Jérémie, genannt Cité Vincent.
Der Name Moron geht auf den französischen Siedler und Großgrundbesitzer Enriquez Isaac Moron zurück, der im Jahr 1882 als Kompensation für seine enteigneten Besitzungen den Betrag von 781.209 Francs erhielt.
Der Ort erhielt im Jahr 1935 den offiziellen Status einer der 144 Gemeinden Haitis.
Am 4. Oktober 2016 verwüstete der Hurrikan Matthew den Südwesten Haitis. In der Gemeinde Moron waren schwere Schäden zu verzeichnen.
Bei einem Erdbeben am 6. Juni 2023 starben in der Gemeinde Moron mindestens zwei Menschen; ein Schulgebäude wurde zerstört.

## Lage und Beschreibung
Neben dem Stadtzentrum Ville de Moron und dem städtischen Quartier Sources Chaudes bestehen drei ländliche Gemeindebezirke:
- Anote,
- Sources Chaudes und
- L’Assise.

Durch das Gebiet der Gemeinde Moron führt die Route Départementale RD-72, die im Westen zur Küste bei Dame-Marie und im Osten nach Jérémie führt, wo mit der Route Nationale RN-7 Anschluss an das Straßensystem Haitis besteht. Zur Küste im Westen sind es von Moron aus 24 Kilometer, während es zum Ortszentrum von Jérémie 23 Kilometer sind.